# Citisina
La citisina, també coneguda com a bautoxina i soforina, és un alcaloide tòxic que es produeix de manera natural en diversos gèneres vegetals, com ara Laburnum i Cytisus de la família de les lleguminoses. Va ser isolat de llavors del banús fals el 1818 pels farmacòlegs francesos Jean Baptiste Alphonse Chevallier i Jean Louis Lassaigne. A més del banús fals, per que concerneix espècies populars als Països Catalans, es troba entre d'altres en els llegums de ginesta, acàcia del Japó i garroferet de moro.
A Espanya està comercialitzat com a Todacitan, Recigarum i Zandraqet.

## Farmacocinètica
La citisina té una vida mitjana breu de 4,8 hores. S'elimina ràpidament del cos.

## Cessació tabàquica
La seva estructura molecular té alguna similitud amb la de la nicotina i té efectes farmacològics similars. Igual que la vareniclina, la citisina és un agonista parcial dels receptors nicotínics d'acetilcolina (nAChR), utilitzant-se en la cessació tabàquica. Com a resultat, l'extracte proporciona als fumadors una satisfacció similar a la de fumar un cigarret, alleuja el desig de fumar i redueix la gravetat dels símptomes de l'abstinència de la nicotina, alhora que redueix l'experiència de recompensa de qualsevol cigarret fumat.
El 2011, un assaig controlat aleatori amb 740 pacients va trobar que la citisina millorava l'abstinència de fumar al cap de 12 mesos del tractament del 2,4% amb placebo al 8,4% amb citisina. Una metaanàlisi del 2013 de vuit estudis va demostrar que la citisina té una eficàcia similar a la vareniclina però amb efectes secundaris substancialment més baixos. Una revisió sistemàtica i una avaluació econòmica del 2014 van concloure que la citisina probablement era més rendible per deixar de fumar que la vareniclina.
Des de 1960 que es comercialitza al centre i l'est d'Europa (inicialment a Bulgària) com a ajuda en la cessació tabàquica. A Espanya està comercialitzat sota el nom de Todacitan.

## Efectes adversos
La proporció de pacients que van abandonar el tractament a causa de reaccions adverses va ser del 6-15,5% i en estudis controlats aquest valor era semblant a la proporció de pacients que van abandonar el tractament al grup tractat amb placebo. En general es van observar reaccions adverses de lleus a moderades, que van afectar amb més freqüència el tracte gastrointestinal. La majoria de les reaccions adverses es van produir al principi del tractament i van desaparèixer durant ell.
Com efectes molt freqüents: augment de la gana i pes, mareigs, irritabilitat, trastorn del son, taquicàrdia, augment de la pressió, boca-seca, alteració del gust, diarrea o restrenyiment, cremor, erupcions, dolors musculars, cansament. En dosis grans pot causar arrítmia cardíaca. Té efectes al·lucinògens i estimula el sistema respiratori. En dosis superiors a 5mg pot resultar fatal.